# Canelita en rama
 Canelita en rama es una película española de 1943 dirigida por Eduardo Maroto.
Fue el primer gran éxito de Juanita Reina en el cine. 

## Argumento
Después de estudiar con las monjas la gitana Rocío (Juanita Reina) vuelve al cortijo de su padrino, el conde Juan (Luis Peña), ella y el hijo del conde se enamoran, en lo que parece un amor imposible ya que hay rumores de que son hermanos, lo cual provocaría un incesto.

## Influencias
La parte de la película que se refiere a la vendimia está rodada al estilo de los documentales soviéticos.

## Reparto
- Juanita Reina como la gitana Rocío
- Pastora Imperio como Consolación
- José María Seoane como Rafael
- Luis Peña como el conde Juan
- Fernando Fresno como Cayetano
- Antonio Riquelme como Taranto
- Félix Fernández como Don Joaquín
- Ricardo Acero
- Delfín Pulido